# Attalea crassispatha
Attalea crassispatha es una especie de palma de la familia Arecaceae.

## Hábitat
Es endémica del sudoeste de Haití. Está considerada en peligro de extinción con una población estimada de 25 plantas en 1991. Como resultado del pequeño tamaño de la población, A. crassispatha ha sido descrita como una de las más raras palmas en las Américas. Se están realizando esfuerzos para la conservación de la especie, tanto por la plantación en semillero en Haití como en otros lugares; en 1991 se distribuyeron semillas a los jardines botánicos en 12 países.

## Descripción
La especie tiene un tallo solitario, que alcanza hasta unos 20 m de altura con hojas pinnadas compuestas. El fruto es de color rojizo cuando maduran. Las semillas son comestibles, el sabor es similar a la de coco, pero es más rica en grasas y más densa.  Los frutos secos son también una buena fuente de aceite de cocina. La bráctea se utiliza como un cuenco para la alimentación de los cerdos. Las hojas se utilizan para la paja y el tejido, pero solo cuando las más comunes Sabal causiarum y Coccothrinax argentea no están disponibles.  También se utiliza como fuente de madera y como un marcador de frontera entre los campos de los agricultores debido a su longevidad y su capacidad para sobrevivir a los huracanes.
Muy poca vegetación natural sobrevive en Haití. A. crassispatha se encuentra en tres hábitats antropógenos - campo de jardines, patios, jardines, bosques y arbustos.  Campo jardines suelen ser una mezcla de cultivos anuales que se crían durante unos años y luego, se convierten en pastos.  En los patios de los jardines se cultivan con cultivos perennes, por lo general en los suelos más fértiles.  Bosques de arbustos son pequeños parches de bosque secundario, a menudo en zonas de piedra seca que son menos aptas para la agricultura. Patio y jardines se considera que es el mayor potencial para la supervivencia y regeneración.  En el otro extremo, se encontraron sólo un caso de la regeneración natural en un jardín sobre el terreno.

## Historia
Charles Plumier visitó la isla de la Hispaniola en 1689 y publicó una descripción de la especie en 1703. Carl Friedrich Philipp von Martius utilizó las notas y dibujos de Plumier para dar la descripción de la especie formal de Linneo en 1884 situándola en el género Maximiliana. En 1929 Máximo Burret transfirió a la especie a Attalea. En 1939 Cook colocó a la especie en un nuevo género: Bornoa, el nombre de Louis Borno, expresidente de Haití. Sin embargo, Cook no lo publicó válidamente con lo que el nombre no es válido. Liberty Hyde Bailey mantiene la especie en el género Attalea. S.F. Glassman consideró que estaba cerca de género Orbignya, pero sugirió que puede representar un nuevo género.  Los recientes trabajos ha favorecido el mantenimiento de todos los Attaleinae en un solo género, Attalea.

## Taxonomía
Attalea crassispatha  fue descrita por  (Mart.) Burret y publicado en Notizblatt des Botanischen Gartens und Museums zu Berlin-Dahlem 10: 527. 1929.
Etimología
Attalea: nombre genérico que conmemora a Atalo III Filometor, rey de Pérgamo en Asia Menor, 138-133 antes de Cristo, que en el ocaso de su vida se interesó por las plantas medicinales.
crassispatha: epíteto latino que significa "con gruesa espata".
Sinonimia
- Maximiliana crassispatha Mart.
- Bornoa crassispatha O.F.Cook (nomen nudum)
- Cocos crassispatha Mart. ex Moscoso
- Orbignya crassispatha (Mart.) Glassman[9][10]